# Eli Wallace
Eli Wallace est un des personnages principaux de la série Stargate Universe, produite par la MGM et Syfy, une série de science-fiction dramatique mettant en scène une équipe internationale incapable de retourner sur la Terre après une évacuation d'urgence vers le vaisseau ancien Destinée, qui voyage dans une zone très lointaine de l'Univers.
Eli est interprété par l'acteur américain David Blue (doublé par Christophe Lemoine en VF). Il a auditionné pour le rôle quand il a entendu dire que la production cherchait de nouveaux acteurs pour une nouvelle franchise Stargate.

## Biographie
Eli Wallace est un jeune homme de 25 ans au chômage, amateur de jeu vidéo et vivant chez sa mère.
Pour finir un MMORPG nommé "Prométhée", Eli doit résoudre une équation mathématique, écrite dans une langue inconnue et vieille de plusieurs milliers d'années. Mais en finissant le jeu, son personnage fut téléporté au début du niveau. Quelques heures plus tard, le général Jack O'Neill, accompagné du Dr Nicholas Rush, viennent le voir pour le féliciter d'avoir résolu l'équation du jeu. Eli s'interroge sur le fait qu'une équation top secret ait atterri dans un MMORPG.
Le Dr Rush explique alors à Eli la vraie nature de l'équation. Ils lui proposent alors de les accompagner, en échange il doit signer un accord de confidentialité. Il est alors téléporté à bord du vaisseau Hammond. Le Dr Rush propose alors à Eli de travailler avec l'US Air Force.